# 萩ユースホステル
萩ユースホステル（はぎユースホステル）は、日本ユースホステル協会に加盟している山口県萩市のユースホステル。
萩城趾の南方、城下町の風情の残る堀内地区で指月川のほとりにあり、城を思わせる外観をしている。

## アクセス
- JR山陰本線玉江駅から 徒歩15分
- 萩バスセンターから萩循環まぁーるバス西回り「萩城跡入口」下車 徒歩1分